# Per-Olov Kindgren
Per-Olov Kindgren, är en svensk gitarrist, född 1956 i Bogotá, Colombia. År 1960 flyttade han till Sverige och senare till Danmark, där han studerade på Danska Musikaliska Akademien. Han är bland annat verksam som lärare och kompositör. Per-Olov Kindgren har spelat med Nordic Guitar Quartet, som år 1994 gav ut skivan Primavera.. År 2008 släppte han soloalbumet After Silence.